# 580-talet f.Kr.

## Händelser
- 589 f.Kr. – Apries efterträder Psammetikus II som farao av Egypten.
- 588 f.Kr.
  - Staden Apollonia grundas av invånare från Korkyra.[1]
  - Sidkia ger efter för patrioternas krav, och ingår allians med Egyptens kung Apries, mot Babylonierna och tar till vapen.[1]
  - Hertigen av Jin förvisar Chu-folket till deras tidigare områden i Yangtsedalen i Kina, och lierade sig med fursten av Wu, vars folk äger områdena kring Yangtseflodens mynning.[1]
  - Nebukadnessar II av Babylon börjar belägra Jerusalem; operan Nabucco anger året som 587 f.Kr.
- 587 f.Kr.
  - Jerusalem faller i babyloniernas händer, vilket gör slut på kungariket Juda. Erövrarna förstör Jerusalems tempel och skickar landets övriga befolkning i exil.
  - Zeugitae, tredje medborgarklassen i Aten, blir valbara som arkonter.[1]
- 585 f.Kr.
  - 28 maj – En solförmörkelse inträffar, förutspådd av Thales, medan Alyattes II kämpar mot Kyaxares, vilket leder till vapenvila. Utifrån detta kardinaldatum kan andra datum beräknas.[1]
  - Kung Jian av Zhou blir kung av den kinesiska Zhoudynastin.
  - Kung Resa III förlorar sin stat Urartu till Medien.[1]

- 585/584 f.Kr. – Astyages efterträder Kyaxares som kung över mederna.[1]
- 583 f.Kr. – Furstendömet Wu erövrar Chu[källa behövs].[1]
- 582 f.Kr. – Pythiska spelen har premiär i Delfi (traditionellt datum).[1]
- 581 f.Kr.
  - Isthmiska spelen blir panhellenska (traditionellt datum).[1]
  - Pittakos från Mytilene utfärdar amnesti, vilket möjliggör det för bland andra Alkaios, utvisad för smädelser mot Pittakos, och hans bror Antimenidas, legionärsoldat i Babylonien som landsförvisats för inblandning i mordet på Pittakos, att återvända till sin hemstad. Under landsflykten har Alkaios befunnit sig i Egypten, och sedan i Thrakien.[1]

- 580 f.Kr.
  - Kambyses I efterträder Kyros I som kung av Anshan och ledare för akemeniderna (omkring detta år).
  - Isthmiska spelen startar i Korinth (traditionellt datum).
  - Artemistemplet på Korfu står färdigt.[2]
  - I Korinth upphör det så kallade tyrannstyret och ersätts av oligarki där åtta administrativa ledare och en senat styr.[2]

## Födda
Hystaspes, far till Dareios I av Persien, föddes i ett kungligt släkte, Akemeniderna.
- 585 f.Kr. – Hystaspes
- 585 f.Kr. – Anaximenes, grekisk filosof (död 525 f.Kr.).
- 582 f.Kr. – Pythagoras, matematiker från Samos.[1]

## Avlidna
- 586 f.Kr. – Zhou ding wang, kung av den kinesiska Zhoudynastin.
- 585 f.Kr.
  - Jimmu, Japans förste kejsare.
  - Kyaxares, kung i Medien.[1]
  - Periander av Korinth, en av Greklands sju vise män.[1]
- 580 f.Kr. – Kyros I, kung av Anshan (omkring detta år).

### Fotnoter
1. 1 2 3 4 5 6 7 8 9 10 11 12 13 14  ”För 100 generationer sedan”. juni 1996-januari 2000. http://www.werbeka.com/bibliote/500tal/590bc.htm. Läst 18 juli 2011.
2. 1 2  ”För 100 generationer sedan”. juli 1996-januari 2000. http://www.werbeka.com/bibliote/500tal/580bc.htm. Läst 18 juli 2011.